# کارکس لنتیکولاریس
کارکس لنتیکولاریس (نام علمی: Carex lenticularis) نام یک گونه از سرده جگن است.